# ラムの大通り
『ラムの大通り』（ラムのおおどおり、Boulevard du Rhum）はフランス・イタリア・スペインの合作として制作・公開された1971年の映画。監督はロベール・アンリコ。ブリジット・バルドーが主演を演じている。

## キャスト
| 役名         | 俳優                           | 日本語吹替 |
| 役名         | 俳優                           | NETテレビ版 |
| ------------ | ------------------------------ | --- |
| コーネリアス | リノ・ヴァンチュラ             | 森山周一郎 |
| リンダ       | ブリジット・バルドー           | 小原乃梨子 |
| サンダーソン | ビル・トラヴァース             | 塚本信夫 |
| ハモンド侯爵 | クライヴ・レヴィル             | 穂積隆信 |
| アルバレス   | アンドレアス・ヴツィーナス     | 大泉滉 |
| ウィルキー   | アントニオ・カサス             | 雨森雅司 |
| ピート       | ジェス・ハーン                 | 緑川稔 |
| レネ―        | ジャック・ベッツ               | 中田浩二 |
| カタリナ     | ラ・ポラカ                     | |
| ロナルド     | ギイ・マルシャン               | |
|              | フローレンス・ジョルジェッティ | |
| 不明 その他  |                                | 宮内幸平 上田敏也 仲木隆司 村松康雄 宮田光 増岡弘 若本紀昭 広瀬正志 徳丸完 玄田哲章 国坂伸 吉田理保子 渡辺典子 鈴木れい子 峰あつ子 |
|              |                                | |
| 演出         | 演出                           | 高桑慎一郎 |
| 翻訳         | 翻訳                           | 入江敦子 |
| 効果         |                                | |
| 調整         |                                | |
| 制作         | 制作                           | ザック・プロモーション |
| 解説         | 解説                           | 淀川長治 |
| 初回放送     | 初回放送                       | 1977年3月6日 『日曜洋画劇場』 |

## スタッフ
- 監督 - ロベール・アンリコ
- 脚色 - ピエール・ペルグリ、ロベール・アンリコ
- 原作 - ジャック・ペシュラル
- 製作 - アラン・ポワレ
- 撮影 - ジャン・ボフティ
- 音楽 - フランソワ・ド・ルーベ
- 編集 - ジャクリーヌ・ムティールー
- 字幕監修 - 清水俊二